# Parafia św. Jana Nepomucena w Pogwizdowie
Parafia Świętego Jana Nepomucena w Pogwizdowie – parafia rzymskokatolicka w Pogwizdowie, należąca do dekanatu Goleszów, diecezji bielsko-żywieckiej. W 2005 zamieszkiwało ją niespełna 4000 katolików.
Obecny kościół parafialny wybudowano w 1817, a w samodzielną parafię erygowano w 1844. Parafia posiada kaplicę filialną w Marklowicach.